# Catedral de Nuestra Señora de la Concepción (Sumbe)
La Catedral de San Pedro o simplemente Catedral de Sumbe (en portugués: Sé Catedral de Nossa Senhora da Conceição) es el nombre que recibe un edificio religioso perteneciente a la Iglesia Católica que se encuentra en la ciudad de Sumbe en la provincia de Cuanza Sur, al oeste del país africano de Angola. Como su nombre lo indica está dedicada a la Inmaculada Concepción de la Virgen María.
La catedral se encuentra en una meseta con vistas al mar y es el fruto de un proyecto de 1966 realizado por Francisco Castro Rodrigues. La estructura consta de tres elementos distintos en hormigón y ladrillos, yeso y aluminio, unidos por una base continua de ladrillos sólidos.
El templo sigue el rito romano o latino y es la iglesia madre o principal de la diócesis de Sumbe (Dioecesis Sumbensis), creada en 1975 mediante la bula "Qui provido Dei" del entonces papa Pablo VI y que asumió su nombre actual en 2006.
Está bajo la responsabilidad pastoral del obispo Luzizila Kiala.

## Véase también

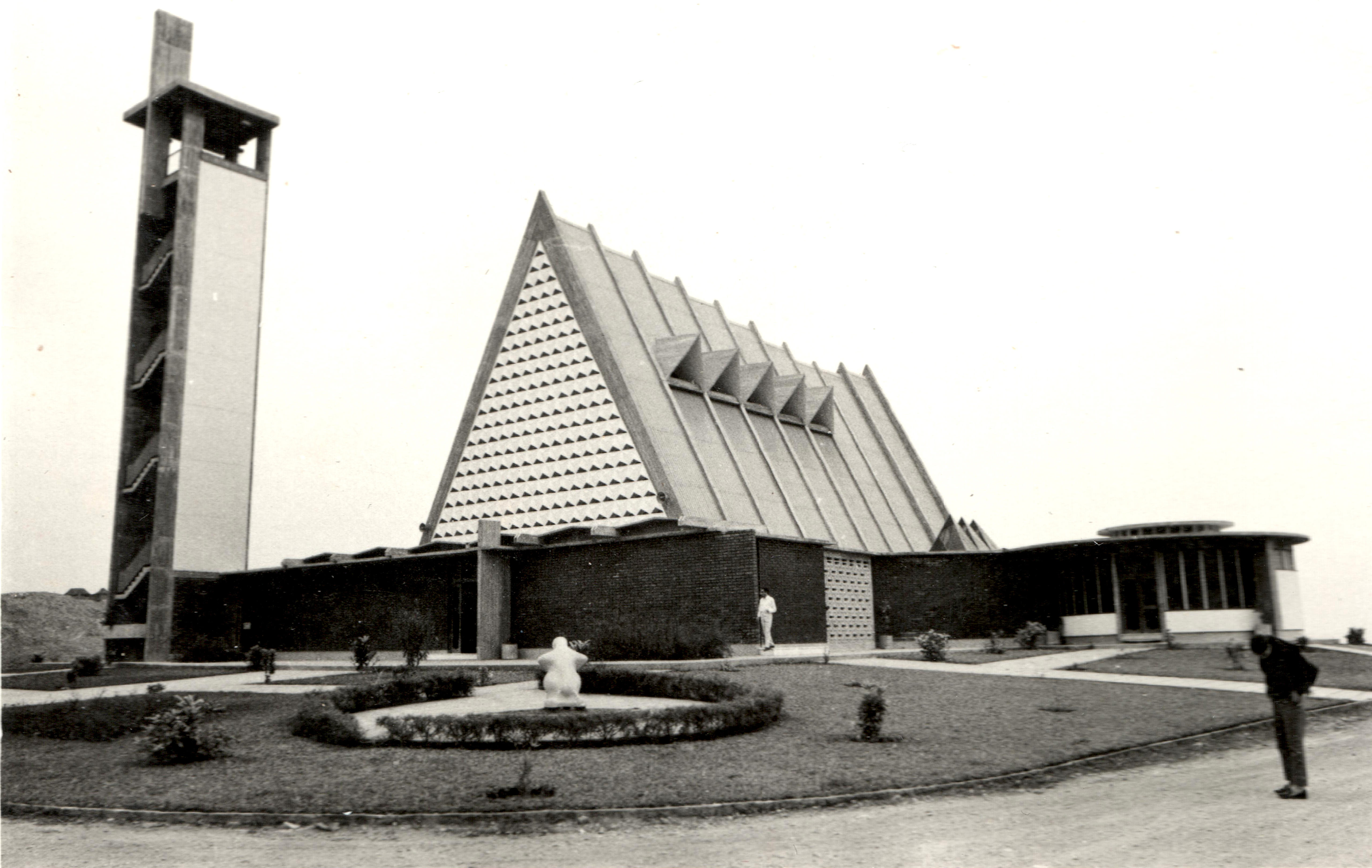
Vista de la iglesia en la década de 1970